# McLaren M2B
McLaren M2B — гоночный автомобиль Формулы-1, построенный для участия в чемпионате мира 1966 года. Это был первый автомобиль Формулы-1 команды McLaren, основанной гонщиком Брюсом Маклареном. Шасси было сконструировано под руководством Робина Херда на основе прототипа M2A.

## Разработка

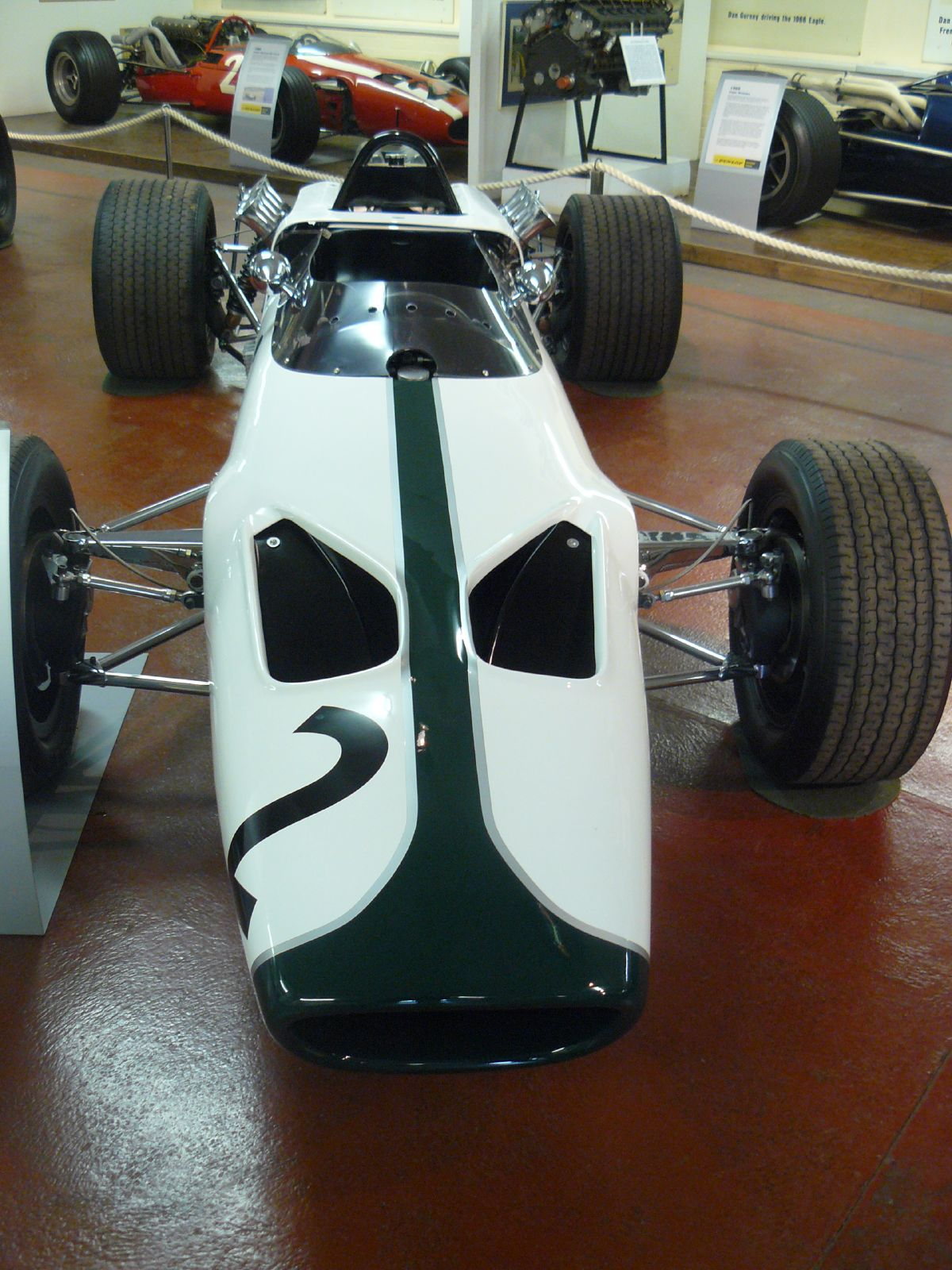
Первое шасси команды McLaren в музее Донингтона.

Команда Bruce McLaren Motor Racing была основана в 1963 году новозеландским гонщиком Брюсом Маклареном, который был тогда заводским пилотом команды Формулы-1 Cooper motor racing team. В течение двух лет команда McLaren участвовала в гоночной серии Tasman, проходившей в межсезонье Чемпионата Формулы-1, а также в различных соревнованиях спорткаров. Продолжая выступать в Гран-При за Cooper, МакЛарен решил построить свою собственную машину Формулы-1, чтобы выступать на ней в будущем году. Несмотря на то, что Брюс сам был дипломированным инженером, он привлёк к работе над конструированием болида Робина Херда, который ранее занимался разработками в аэрокосмической отрасли и работал в National Gas Turbine Establishment (NGTE), где принимал участие в проекте "Конкорд". В сентябре 1965-го был построен прототип М2А, оснащённый 4,5-литровым двигателем Oldsmobile V8 и шинами Firestone.

## Конструкция
Монокок М2В был заднеприводным со срединным расположением двигателя. Херд для постройки шасси типа «монокок» использовал экспериментальный композитный материал — «малит». Трудности производства малита, а также сложности в формировании различного рода изогнутых деталей привели к тому, что Херд был вынужден использовать малит лишь для постройки верхней и нижней обшивки шасси в окончательной версии M2B. В результате получилась наиболее прочная и жёсткая конструкция шасси из построенных до этих пор в Формуле-1. Носовая часть, кокпит и моторный отсек были покрыты панелями из стеклопластикового волокна. Топливо заливалось в гибкий резиновый бак, расположенный внутри монокока.
Знания Херда в аэродинамике и опыт участия Брюса МакЛарена в программе гонок спорткаров Ford позволили команде экспериментировать в процессе постройки болида: на прототип М2А было установлено заднее антикрыло, значительно увеличивающее прижимную силу, направленную на кузов и колёса, что в свою очередь помогало быстрее проходить повороты и снижало время прохождения круга на 3 секунды - это было продемонстрировано на трассе в Зандворте в ноябре 1965-го, за два с половиной года до того, как Brabham и Ferrari дебютировали с антикрыльями в Гран-При. McLaren намеревались установить антикрыло на М2В, но возникшие проблемы с двигателем помешали этому осуществиться. Подвеска представляла собой конструкцию на двойных рычагах с внутренними пружинными амортизаторами спереди и внешними пружинными амортизаторами сзади. Тормоза были изготовлены фирмой Girling discs и представляли собой диски из магниевого сплава диаметром 13 дюймов (330 мм). Длина колёсной базы составляла точно 8 футов (2438 мм), а размеры мостов - 4 фута 10 дюймов (1473 мм) переднего и 4 фута 10,75 дюймов (1492 мм) заднего соответственно.

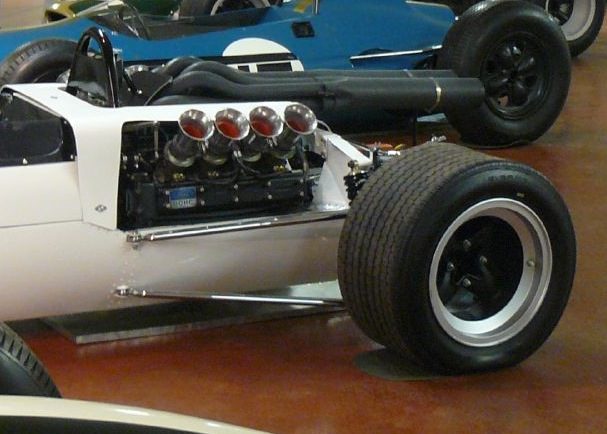
Двигатель Ford из Индикара оказался непригодным для Формулы-1.

В сезоне Формулы 1 1966 года объём двигателя был увеличен до 3 литров вместо 1,5, который использовался 5 предыдущих лет. McLaren последовательно испытали и забраковали двигатели British Racing Motors (BRM), Maserati, Coventry Climax и Oldsmobile, и в итоге отдали предпочтение двигателю Ford V8. Этот мотор был изначально сконструирован для участия в Индикар и его рабочий объём требовалось уменьшить с 4,2 до 3 литров. Выбор именно этого двигателя был частично обусловлен надеждой на финансовую поддержку компании Ford, которая так и не воплотилась в жизнь. В своём 4,2 литровом виде двигатель Ford производил мощность 470 л.с., и после уменьшения объёма до 3 литров McLaren надеялись получить по меньшей мере 335 л.с. В действительности же он производил лишь около 300 л.с. и возможности его были ограничены большими размерами и массой - вместе с коробкой передач мотор весил примерно столько же, сколько вся машина целиком у соперников из Brabham. Для того, чтобы позволить инженерам дальнейшее совершенствование мотора Ford, McLaren также использовали 3-литровый двигатель Serenissima M166 V8 на некоторых гонках. Этот мотор развивал лишь 200 л.с. и для его установки требовались изменения в конструкции монокока, но он был относительно лёгким и компактным. На машине устанавливались также 4- и 5-скоростные коробки передач ZF и сцепление Borg & Beck.

## История выступлений
Дебют модели с двигателем Ford состоялся на Гран-при Монако 1966 года. Брюс Макларен квалифицировался десятым и в гонке смог пробиться на шестое место, но вынужден был сойти из-за утечки масла. К следующему Гран-при в Бельгии команда сменила моториста — на M2B стали устанавливать более лёгкие, но менее мощные двигатели итальянской компании Scuderia Serenissima. Брюс квалифицировался пятнадцатым, однако не смог стартовать из-за поломки подшипника двигателя и отсутствия запчастей. Следующий этап во Франции команда пропустила, а на Гран-при Великобритании Брюсу Макларену удалось заработать первое очко в истории команды финишировав шестым. Проблемы с двигателями продолжились в Голландии: Брюс снова не смог выйти на старт. Следующие два этапа команда пропустила, ожидая прибытия модернизированного двигателя Ford и на Гран-при США оснащённая им M2B позволила Макларену финишировать пятым. Во время последнего этапа сезона в Мексике с шасси была снята обшивка в задней части, чтобы исключить перегрев мотора. Но это не помогло - Брюс сошёл из-за привычной уже поломки двигателя. Проблемы с мотором помешали команде выставить второй автомобиль, за руль которого был приглашён новозеландец Крис Эймон, имевший опыт выступления на автомобилях McLaren в гонках Can-Am.
В первый год своего участия в Гран-при Формулы-1 шасси M2B позволило команде McLaren заработала лишь 3 очка в зачет Чемпионата мира. Машина финишировала в 2-х гонках из 4-х, в которых стартовала (ещё в 2-х прошла квалификацию, но не стартовала из-за проблем с моторами).

## М2В-кинозвезда
Слегка перекрашенный McLaren M2B был использован в фильме Джона Франкенхаймера «Гран-При». В кадре за рулём болида во время реальных гонок был именно Брюс Макларен в шлеме персонажа фильма — мифического гонщика Пита Арона, которого сыграл Джеймс Гарнер.

## Результаты гонок
| Год    | Команда                    | Двигатель                               | Шины  | Пилоты   | 1     | 2     | 3     | 4     | 5     | 6     | 7     | 8     | 9     | Место | Очки  |
| ------ | -------------------------- | --------------------------------------- | ----- | -------- | ----- | ----- | ----- | ----- | ----- | ----- | ----- | ----- | ----- | ----- | ----- |
| 1966   | Bruce McLaren Motor Racing | Ford 406 3,0 V8 Serenissima M166 3,0 V8 | F     |          | МОН   | БЕЛ   | ФРА   | ВЕЛ   | НИД   | ГЕР   | ИТА   | США   | МЕК   | 9 10  | 2 1   |
| 1966   | Bruce McLaren Motor Racing | Ford 406 3,0 V8 Serenissima M166 3,0 V8 | F     | Макларен | Сход  | НС    |       | 6     | НС    |       |       | 5     | Сход  | 9 10  | 2 1   |
| Ссылки | [ 3 ]                      | [ 3 ]                                   | [ 3 ] | [ 3 ]    | [ 3 ] | [ 3 ] | [ 3 ] | [ 3 ] | [ 3 ] | [ 3 ] | [ 3 ] | [ 3 ] | [ 3 ] | [ 4 ] | [ 4 ] |

| Легенда к таблице |                                                                    |
| --- | ------------------------------------------------------------------ |
| В таблице перечислены результаты всех Гран-при Формулы-1, в которых использовался автомобиль. Строками таблицы являются сезоны, столбцами — этапы чемпионата мира. В каждой клетке указаны сокращённое название этапа и результат, дополнительно обозначенный цветом. Расшифровка обозначений и цветов представлена в нижеследующей таблице. |                                                                    |
| \| Пример \| Описание \| \| ------------ \| ------------------------------------------------------------------ \| \| 1 \| Победитель \| \| 2 \| Второе место \| \| 3 \| Третье место \| \| 5 \| Финишировал, заработав очки \| \| Сход \| Не финишировал, но при этом заработал очки \| \| 12 \| Финишировал, не получив очков \| \| НКЛ \| Финишировал, но не попал в финальную классификацию \| \| 15 \| Участвовал вне зачёта, либо по отдельной классификации \| \| 18 \| Не финишировал, но попал в финальную классификацию \| \| Сход \| Не финишировал \| \| НКВ \| Не прошёл квалификацию \| \| НПКВ \| Не прошёл предквалификацию \| \| ДСК \| Дисквалифицирован \| \| ИСК \| Исключён из протокола соревнований \| \| ТТ \| Заявлен для участия только в тренировках \| \| НС \| Участвовал в квалификации, но не стартовал в гонке \| \| Т \| Травмирован или болен \| \| ОТК \| Отказ от участия \| \| НТР \| Прибыл на соревнования, но на трассу не выезжал \| \| НПР \| Был заявлен в числе участников, но не прибыл к началу соревнований \| \| О \| Соревнования отменены \| \| \| Не участвовал \| \| Поул-позиция \| \| \| Быстрый круг \| \| |                                                                    |
| Пример | Описание                                                           |
| 1 | Победитель                                                         |
| 2 | Второе место                                                       |
| 3 | Третье место                                                       |
| 5 | Финишировал, заработав очки                                        |
| Сход | Не финишировал, но при этом заработал очки                         |
| 12 | Финишировал, не получив очков                                      |
| НКЛ | Финишировал, но не попал в финальную классификацию                 |
| 15 | Участвовал вне зачёта, либо по отдельной классификации             |
| 18 | Не финишировал, но попал в финальную классификацию                 |
| Сход | Не финишировал                                                     |
| НКВ | Не прошёл квалификацию                                             |
| НПКВ | Не прошёл предквалификацию                                         |
| ДСК | Дисквалифицирован                                                  |
| ИСК | Исключён из протокола соревнований                                 |
| ТТ | Заявлен для участия только в тренировках                           |
| НС | Участвовал в квалификации, но не стартовал в гонке                 |
| Т | Травмирован или болен                                              |
| ОТК | Отказ от участия                                                   |
| НТР | Прибыл на соревнования, но на трассу не выезжал                    |
| НПР | Был заявлен в числе участников, но не прибыл к началу соревнований |
| О | Соревнования отменены                                              |
| | Не участвовал                                                      |
| Поул-позиция |                                                                    |
| Быстрый круг |                                                                    |